# Афонасьевский, Семён Павлович
Семён Павлович Афонасьевский (род. 15 октября 1996, Челябинск) — российский хоккеист, нападающий.

## Биография
Воспитанник челябинских клубов «Сигнал» (2008—2010) и «Трактор» (2010—2013). С сезона 2013/14 — игрок команды МХЛ «Белые медведи» В сезонах 2015/16 — 2016/17 сыграл 58 матчей в КХЛ за «Трактор». С сезона 2015/16 также выступал в ВХЛ за «Челмет». 22 августа 2019 года перешёл в систему ЦСКА, два сезона провёл в команде ВХЛ «Звезда». В сезонах 2021/22 — 2022/23 играл в ВХЛ за «Зауралье» Курган, с сезона 2023/24 — в «Челмете».
Участник юниорского чемпионата мира 2014 года.